# Dinosaur from the Deep
Pour les articles homonymes, voir Dinosaur.
Pour plus de détails, voir Fiche technique et Distribution.
Dinosaur from the Deep est un film de science-fiction français, réalisé en 1994 par Norbert Moutier, disponible uniquement en VHS. Ce film, à très petit budget et vu comme un mockbuster de Jurassic Park sorti un an auparavant, est considéré comme une série Z.

## Synopsis
En 2004. Ne sachant pas comment exécuter un abominable criminel récidiviste, alors que la peine de mort vient d'être abolie, les experts du FBI et leurs avocats imaginent d'embarquer le condamné dans un voyage dans le temps, vers une époque où la sentence s'appliquait encore.
Pour des raisons financières, cette expédition est couplée avec une mission scientifique sur la planète Terra, chargée de retrouver la trace des premiers dinosaures.
Ceux-ci existent bel et bien et, alors que l'équipage s'est lancé à la poursuite du prisonnier en fuite, leurs membres doivent vivre l'horreur et faire face à ces monstres avides de sang !

## Distribution
- Jean Rollin : Professeur Harry Nolan
- Sylvaine Charlet : Peggy Nolan
- Antoine Cervero : Professeur Hernandez
- Guy Godefroy : Calvin
- Norbert Moutier : Kruger
- Quélou Parente : la fille des cavernes
- Tina Aumont : Nora
- Christophe Bier : l'avocat
- Christian Letargat : le photographe
- Cécile Letargat : l'infirmière du vaisseau